# 馬長禮

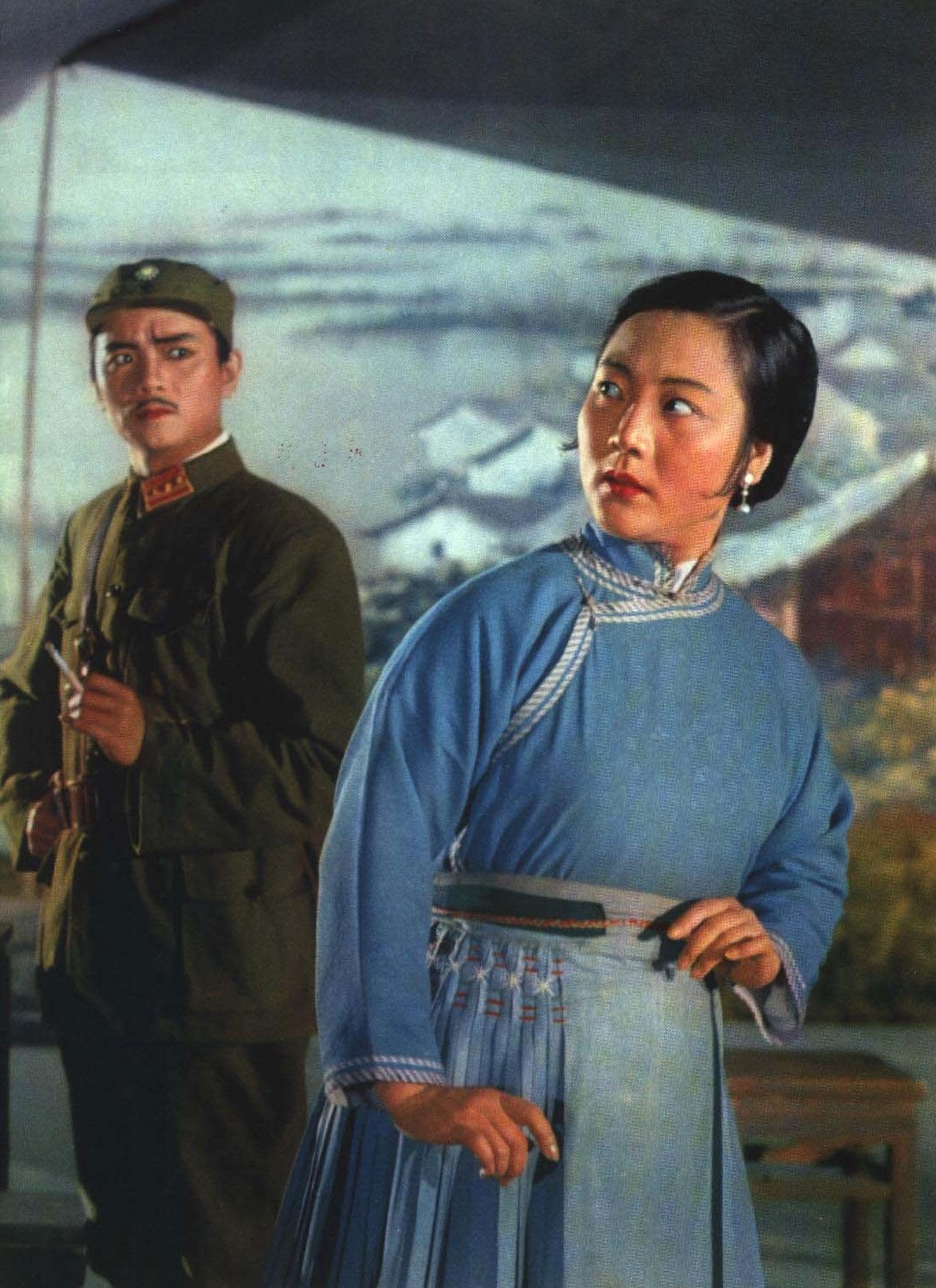
1964年《芦荡火种》演员马长礼与赵燕侠

馬長禮（1930年—2016年11月22日），又名馬崇禮，生於北平，馬連良養子，譚富英入室弟子，京劇演員，工生行。

## 生平
幼年入尚小雲辦的京劇科班榮春社學藝，長字科出身，跟劉盛通先生學戲。1949年中華人民共和國成立后，參加北京市文化局的實驗京劇團北京京劇二團（后來與一團、三團合併為北京京劇團，就是現在的北京京劇院），拜團長譚富英為師。馬連良（從香港回内地后，歷任北京京劇團總團長、北京戲曲學校校長）在1954年將他收為義子。
融合余（叔言）派、譚（鑫培）派、馬（連良）派、楊（寶森）派的老生藝術，較有代表性的新作品有：現代京劇（京劇現代戲）《蘆蕩火種》和根據前者改編的《沙家浜》（舞台版和電影版，8大樣板戲其中1個）裡的刁德一、《杜鵑山》（1964年版）裡的溫其久；京劇電影《秦香蓮》裡的陈世美等，都是少有的以老生应工的反派角色。1976年獲派領銜主演《沙陀國》（《珠簾寨》）、《文昭關》等傳統老戲京劇電影。
1992年移居英屬香港，照料夫人小王玉蓉的在港親屬。1997年香港回歸中国後仍長住香港，有時回內地活動。
2016年11月22日晚在北京友谊医院逝世，享壽86岁。

## 影响
他的弟子有李軍、李樹建（豫劇）、沈利等多人，李寶春是他和王少樓培養的北京戲曲學校學生。杜鎮杰是他的女婿。